# Маяк мыса Десижн
Маяк мыса Десижн (англ. Cape Decision Light) — маяк, расположенный на мысе Десижн острова Кую напротив островов Коронейшн и Уоррен в боро Питерсберг, Аляска, США. Открыт в 1932 году. Был автоматизирован в 1974 году. Самый высокий маяк штата.

## История
Через узкие проливы между островами на юго-востоке штата Аляска проходил путь из Скагуэя до крупных городов тихоокеанского побережья США, по которому доставлялось добытое золото во время золотой лихорадки на Клондайке. Сильные течения, туманы, дожди и скалистое побережье делали навигацию в этом районе сложной, потому правительство США выделило в 1900 году 100 000$ на строительство маяков в этом районе. Выделенных средств хватило только на 2 маяка: маяк островов Файв-Фингер и маяк острова Сентинел. Этих двух маяков было недостаточно, чтобы обеспечить безопасное судоходство в районе, потому было решено построить дополнительные маяки.
В 1929 году Конгресс США выделил 59 400$ на строительство маяка на острове Кую. Однако в силу непростых условий строительства итоговая стоимость маяка составила 158 000$. Из-за непростых погодых условий и задержек финансирования, строительство затянулось до 1932 года. 15 марта 1932 маяк был открыт. Расположен в труднодоступном месте, потому оснащен вертолетной площадкой. Маяк был автоматизирован Береговой охраной США в 1974 году.
Оригинальные линзы Френеля были заменены на маяк на солнечных батареях в 1996 году, после чего их передали в музей Клаузен в боро Питерсберг.
В 2005 году он был включен в Национальный реестр исторических мест, где описан как «исторический район, включающий два здания и три строения».

## Происшествия
Пострадал от пожара в 1989 году.

## Фотографии

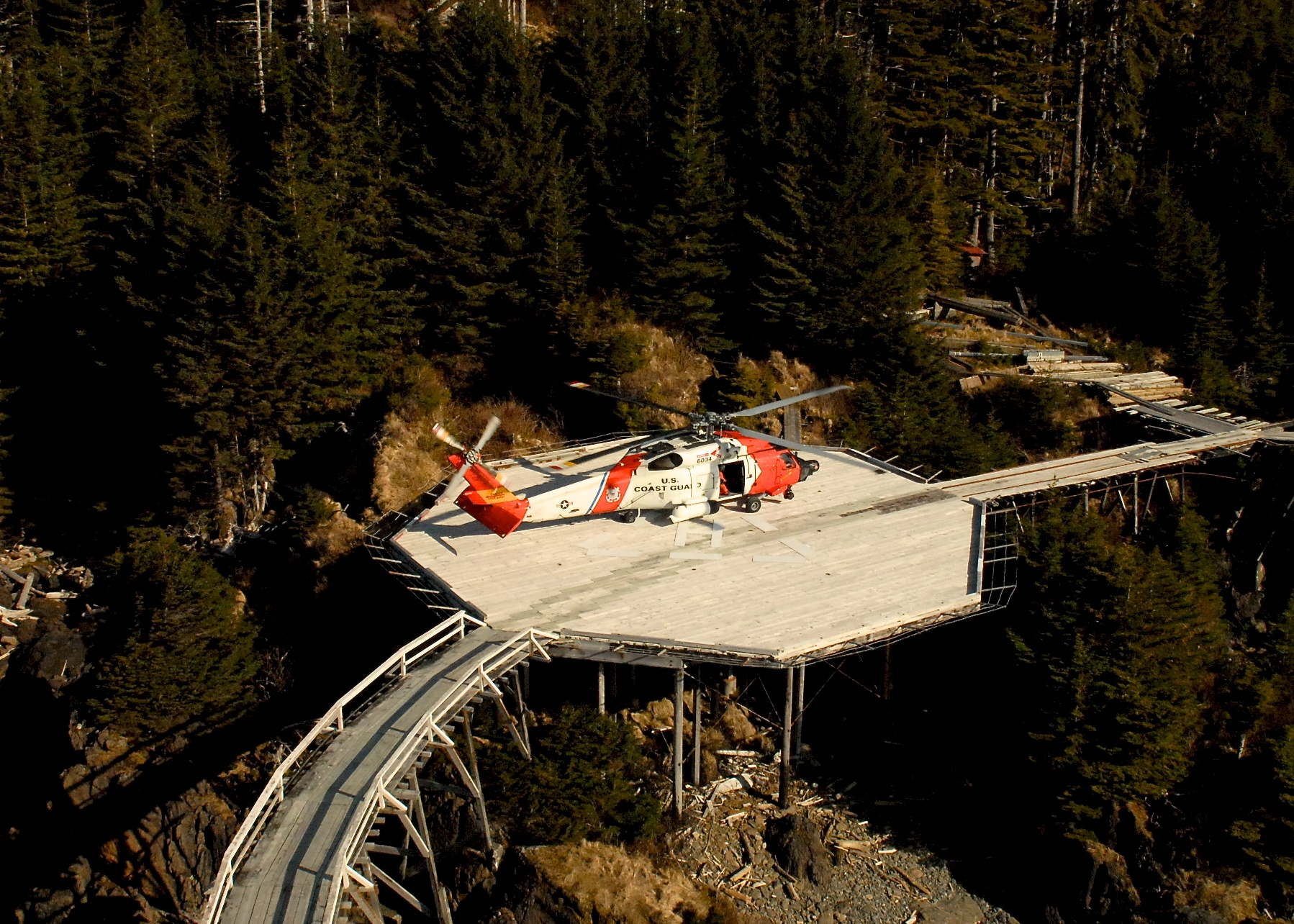
Вертолетная площадка маяка